# Château Miranda
Château Miranda foi um castelo neo-gótico do século XIX na cidade de Celles, província de Namur, Bélgica. Em outubro de 2017, o castelo foi completamente destruido.